# Lorenz Oken
 Der er for få eller ingen kildehenvisninger i denne artikel, hvilket er et problem. Du kan hjælpe ved at angive troværdige kilder til de påstande, som fremføres i artiklen.

Lorenz Oken (født 1. august 1779, død 11. august 1851) var en tysk filosof.
Oken var forfatter af en række naturfilosofiske værker, navnlig Lehrbuch der Naturpihilosophie, af rent spekulativ karakter og beslægtet med Schellings filosofi, over for hvilken dog Oken stod selvstændigt, idet han hævdede en ren panteisme, der er igennemført med megen energi og en klarhed, som ikke findes hos Schelling; Oken tør vistnok betegnes som den ypperste blandt de romantiske naturfilosoffer, og hans spekulationer tog ofte deres udgangspunkt i virkelig forskning.